# Mildred Cohn
Mildred Cohn (Nova Iorque, 12 de julho de 1913 – Filadélfia, 12 de outubro de 2009) foi uma bioquímica estadounidense que fomentou o entendimento dos processos bioquímicos mediante seu estudo das reacções químicas no interior das células animais. Foi pioneira no uso da ressonância magnética nuclear para o estudo das reacções enzimáticas, particularmente no adenosín trifosfato (ATP). Recebeu o prêmio científico mais importante de seu país, a Medalha Nacional de Ciência, em 1982.

## Biografia

### Primeiros anos
Os pais de Cohn, Isidore Cohn e Bertha Klein Cohn —quem foram noivos desde muito jovens—, eram judeus. Seu pai era um rabino. Emigraram de Rússia a Estados Unidos ao redor de 1907.
Nasceu 12 de julho 1913 no Bronx, onde sua família vivia num apartamento. Quando tinha 13 anos, seu pai transladou à família a uma cooperativa de fala yidis, Heim Gesellschaft, onde enfatizou fortemente a educação, as artes, a justiça social, e a preservação da cultura yidis.

### Carreira científica

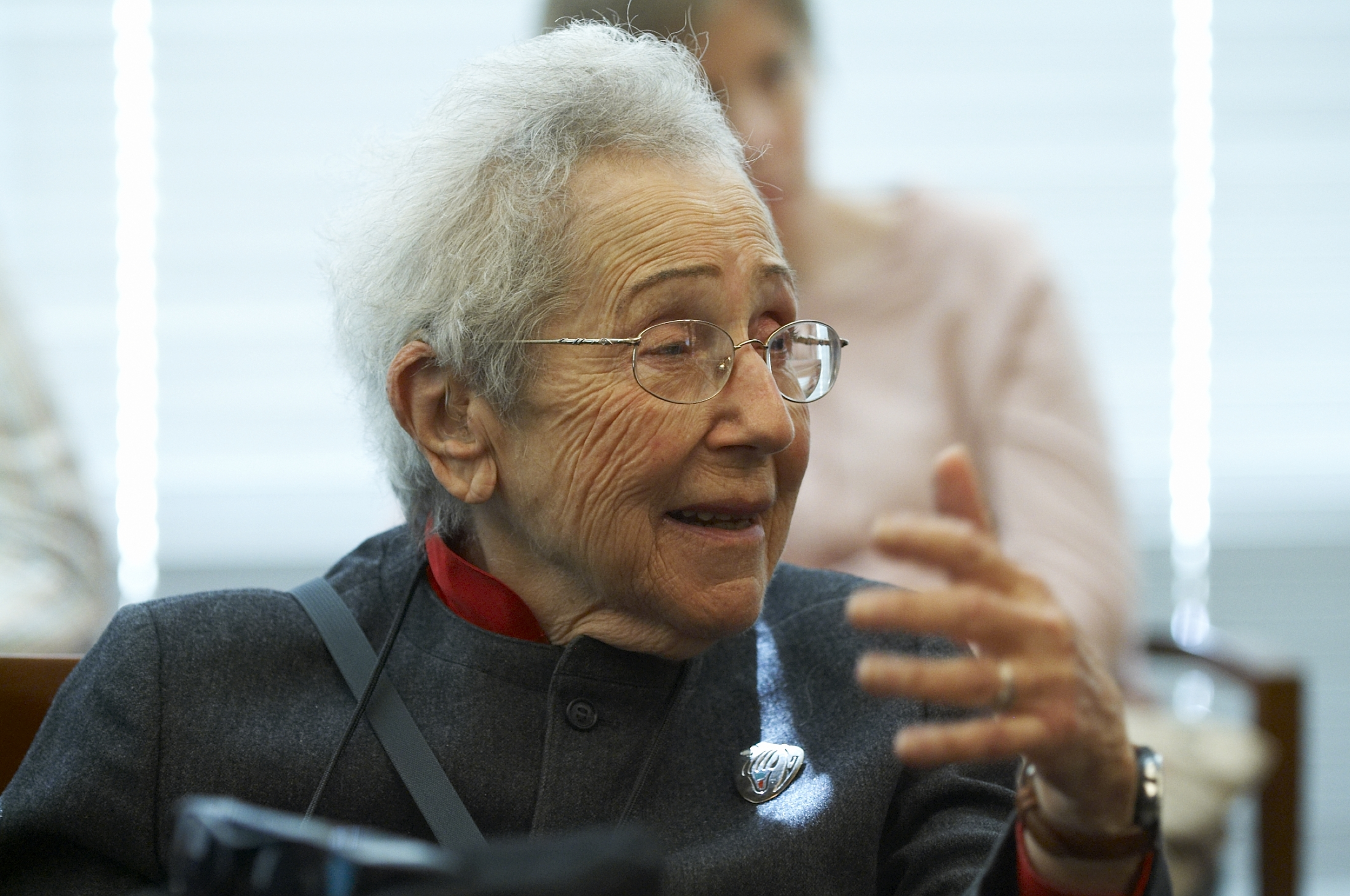
Cohn na Conferência Brown Bag (outubro de 2005).

Se gradou da escola secundária aos 14 anos. Assistiu ao Hunter College Recebeu sua licenciatura em 1931 com um cum laude. Conseguiu pagar um ano sozinha na Universidade de Columbia, mas não foi elegivél para  adjunta porque era uma mulher. Após receber seu título de mestre em 1932, trabalhou para o Comité Conselheiro Nacional para a Aeronáutica por dois anos. Apesar de que tinha um supervisor de apoio, era a única mulher entre 70 homens, e foi-lhe informada que nunca seria promovida. Posteriormente regressou a Universidade de Columbia e estudou com Harold Urey, quem acabava de ganhar o Prêmio Nobel. Escreveu sua tese sobre os isótopos de oxigénio e obteve seu PhD em fisicoquímica em 1938.
Com a recomendação de Urey, foi capaz de obter uma posição como investigadora sócia no laboratório de Vincent du Vigneaud na Universidade Washington em San Luis. Ali realizou estudos posdoctorais sobre o metabolismo do ácido amino-enxofre usando isótopos de enxofre radiactivos. Foi pioneira no uso de traçadores isotópicos para examinar o metabolismo dos compostos que contêm enxofre. Quando Du Vigneaud mudou o seu laboratório para a escola de medicina da Universidade Cornell na cidade de Nova York, Cohn e seu novo marido, o físico Henry Primakoff, se transladaram a Nova York também.
Em 1946, a Primakoff ofereceu-se-lhe um posto docente na Universidade Washington. Cohn pôde obter um posto de pesquisadora com Carl e Gerty Cori em seu laboratório de bioquímica na escola de medicina da Universidade. Ali, teve a liberdade de eleger seus próprios temas de investigação. Usou ressonância magnética nuclear para pesquisar a reacção do fósforo com adenosín trifosfato, que revelou informação considerável sobre a bioquímica do ATP, como a estrutura do ATP, a fosforilação oxidativa e papel dos íones divalentes na conversão enzimática do ATP e ADP. Quando se lhe perguntou numa entrevista a respeito de seus momentos mais emocionantes na ciência, respondeu: «Em 1958, quando usava a ressonância magnética nuclear, vi os três primeiros bicos de ATP. Isso foi emocionante. [Podia] distinguir os três átomos de fósforo no ATP com um método espectroscópico, que nunca se tinha feito dantes». Ao usar radioisótopos de oxigénio, Cohn descobriu como a fosforilação e o água são parte da corrente de transporte de elétrons da fosforilação oxidativa via metabólica, o processo ubícuo utilizado por todo o organismo aerobio para gerar energia, em forma de ATP, a partir dos nutrientes. Explicou como os íones metálicos divalentes estão implicados nas reacções enzimáticas de ADP e ATP mediante o estudo de espectros de RMN dos núcleos de fósforo e a mudança estrutural na presença de vários íones divalentes.
Em 1958, foi promovida de investigadora sócia a professora associada. Em 1960, Cohn e seu marido uniram-se à Universidade de Pensilvania. Foi nomeada professora associada de Biofísica e Física Bioquímica, e converteu-se em professora a tempo completo no ano seguinte. Em 1964, converteu-se na primeira mulher em receber o Prêmio à Trajectória da Associação Estadounidense do Coração, que lhe proporcionou apoio até que chegou aos sessenta e cinco anos de idade. Em 1971, foi eleita membro da Academia Nacional de Ciências. Em 1982, retirou-se da Faculdade Benjamin Rush como professora emérita de Química Fisiológica.
No curso de sua carreira, Mildren Cohn trabalhou com quatro pessoas que receberam o Prêmio Nobel:
- Harold Urey: Prêmio Nobel de Química de 1934;[10]
- Carl e Gerty Cori: Prêmio Nobel de Medicina e Fisiologia de 1947; e,[17]
- Vincent du Vigneaud: Prêmio Nobel de Química de 1955.[18]

## Prémios e honrarias
Escreveu ao redor de 160 trabalhos, sobretudo em sua investigação principal na utilização da ressonância magnética nuclear para estudar o ATP. Recebeu vários doctorados honoris causa.
Ganhou a Medalha Garvan-Olin da Sociedade Estadounidense de Química em 1963. Em 1968, foi eleita membro da Academia Estadounidense das Artes e as Ciências. Concedeu-se-lhe a Medalha de Ouro Elliott Cresson do Instituto Franklin em 1975, por seu trabalho na análise de complexos enzimáticos com ressonância magnética nuclear. Recebeu o International Organization of Women Biochemists Award em 1979. Recebeu a Medalha Chandler da Universidade de Columbia em 1986.
Em 1983, o presidente Ronald Reagan impôs-lhe a Medalha Nacional de Ciência por ser «pioneira no uso de traçadores isotópicos estáveis e espectroscopia de ressonância magnética nuclear no estudo dos mecanismos de catalises enzimática».
Durante sua carreira, foi a primeira mulher em ser nomeada membro do conselho de redacção da revista Journal of Biological Chemistry, onde se desempenhou como editora de 1958-1963 e 1968-1973. Também foi a primeira mulher em se converter em presidenta da Sociedade Estadounidense de Bioquímica e Biologia Molecular, e a primeira pesquisadora profissional da Associação Estadounidense do Coração. Em 2009, foi incluída no Salão da Fama Nacional da Mulher em Seneca Falls.

## Vida privada
Esteve casada com o físico Henry Primakoff desde 1938 até sua morte em 1983. Tiveram três filhos, todos os quais receberam doctorados. É citada no livro de Elga Wasserman The Door in the Dream: Conversations With Eminent Women in Science, dizendo «Meu maior golpe de sorte foi casar-me com Henry Primakoff, um excelente cientista que me tratou como a um colega intelectual e sempre supôs que devia seguir uma carreira científica e se comportou em consequência».